# Ist da jemand
Ist da jemand ist ein Lied des deutschen Popsängers Adel Tawil. Das Stück ist eine von zwei gleichzeitig veröffentlichten Singleauskopplungen aus seinem zweiten Studioalbum So schön anders.

## Entstehung und Artwork
Geschrieben wurde das Lied gemeinsam von Nicolas Rebscher, Adel Tawil, Simon Triebel und Ali Zuckowski. Abgemischt und produziert wurde die Single unter der Leitung von Andreas Herbig und Patrick Salmy in den Hamburger Boogie Park Studios. Das Mastering erfolgte ebenfalls durch Herbig und Salmy in den Boogie Park Studios, sowie von Sascha Bühren in den TrueBusyness Studios in Berlin.
Auf dem Frontcover der Single ist, neben Künstlernamen und Liedtitel, Tawil zu sehen. Es zeigt ihn in einem goldbraunen T-Shirt, während er seinen linken Arm festhält und vor einem schwarzen Hintergrund steht. Auf dem Coverbild ist lediglich der Oberkörper Tawils zu sehen. Für das Coverbild der physischen Maxi-Single entschied man sich ebenfalls für das Coverbild zu Ist da jemand, obwohl auch die Doppel-A-Seite Bis hier und noch weiter über ein eigenes Coverbild verfügte.

## Veröffentlichung und Promotion
Die Erstveröffentlichung von Ist da jemand erfolgte als Einzeldownload am 18. März 2017 bei Polydor/Island. Verlegt wurde das Lied durch Budde Music, Song Legend Publishing und Adel Tawil Publishing. Ist da jemand wurde gleichzeitig mit der Single Bis hier und noch weiter, die ebenfalls als Einzeldownload erschien, veröffentlicht. Zwei Wochen nach der Erstveröffentlichung folgte die Veröffentlichung einer physischen Maxi-Single. Diese wurde als 2-Track-Single veröffentlicht und beinhaltet das Lied Bis hier und noch weiter als Doppel-A-Seite.
Um das Lied zu bewerben, folgten unter anderem Liveauftritte zur Hauptsendezeit bei Schlag den Star auf ProSieben, beim ESC-Countdown 2017 im Ersten und während der RTL-Show Mensch Gottschalk – Das bewegt Deutschland, sowie im ZDF-Kulturmagazin Aspekte.

## Inhalt
| „Ist da jemand, der mein Herz versteht? Und der mit mir bis ans Ende geht? Ist da jemand, der noch an mich glaubt? Ist da jemand? Ist da jemand? Der mir den Schatten von der Seele nimmt? Und mich sicher nach Hause bringt? Ist da jemand, der mich wirklich braucht? Ist da jemand? Ist da jemand?“ – Refrain, Originalauszug | Der Liedtext zu Ist da jemand ist in deutscher Sprache verfasst. Die Musik und der Text wurden gemeinsam von Nicolas Rebscher, Adel Tawil, Simon Triebel und Ali Zuckowski verfasst. Musikalisch bewegt sich das Lied im Bereich der Popmusik. Neben dem Hauptgesang von Tawil ist im Chor auch die Stimme Zuckowskis zu hören. Als Instrumentalisten sind Andreas Herbig (Bass, E-Gitarre, Keyboard, Perkussion, Piano, Schlagzeug, Streichinstrumente und Synthesizer), Ricardo Munoz (Keyboard und Piano), Nicolas Rebscher (E-Gitarre, Perkussion und Streichinstrumente), Patrick Salmy (Bass, E-Gitarre, Keyboard, Perkussion, Piano, Schlagzeug, Streichinstrumente und Synthesizer) und Thimo Sander (E-Gitarre) zu hören. Das Lied beginnt mit zwei Strophen mit jeweils einem anschließenden Refrain. Während der Refrains stellt Tawil immer wieder auf sich selbst bezogen die Frage „Ist da jemand?“ in Verbindung mit einer Folgefrage nach einer Person, die seinen Sehnsüchten nachkommt. Nach dem zweiten Refrain kommt eine kurze Bridge, danach folgt ein sich wiederholender Refrain. Ab diesem Zeitpunkt wird aus der Frage „Ist da jemand?“ und den anschließenden Folgefragen die Aussage „Da ist jemand“ welche nun in der Außenperspektive erfolgt. |

Universal Music selbst beschrieb das Lied mit folgenden Worten: Ist da jemand beschreibe das Lebensgefühl einer ganzen Generation, deren Welt aus den Fugen geraten zu sein scheint. Es gehe um eine Welt, die mehr Fragen als Antworten und mehr Probleme als Lösungen bereithalte und das in einer Zeit, in der nichts mehr sicher sei und menschliche Bindungen nur noch losen Bekanntschaften zu gleichen scheinen. Unverbindlich und oberflächlich. Das Lied beschreibe aber auch die Hoffnung, die dann entstehe, wenn die Not am größten sei und die Lage am aussichtslosesten erscheine. Tawil singe von der Kraft der inneren Stimme und von der Zuversicht, die in jedem von uns liege, auch dann, wenn man den Glauben an sich selbst schon längst verloren habe. Er singe vom Glauben, der uns weiter gehen lasse; vom Glauben daran, dass die Zukunft eine bessere sein werde und vom Glauben an die Menschheit.

## Musikvideo
Das Musikvideo zu Ist da jemand feierte am 27. März 2017 auf der Videoplattform YouTube seine Premiere. Das Video beginnt mit Tawil, der in seinem Auto sitzt und seinen Anrufbeantworter abhört, aber nicht auf die Nachricht antwortet. Danach besucht er ein leeres Hotel, wo er einsam mit seinem Hund aus dem Fenster schaut. Die Farben sind hierbei eher trüb gehalten. Im Refrain sind kraftvoll-farbige Szenen einer jungen Frau (gespielt von Luise Bussert) zu sehen, sie sich durch ein Feld in Strandnähe bewegt. In der zweiten Strophe sitzt Tawil im Restaurant und schreibt an dem Lied. Des Weiteren sieht man ihn einsam vor einem Schwimmbecken, wobei er weiter an dem Lied arbeitet. Mit dem zweiten Refrain werden die Farben wieder kräftig, und Bussert ist wieder zu sehen. Mit Beginn der Bridge folgt eine Szene, in der Tawil mit dem Auto über eine Landstraße fährt und dabei Bussert passiert. Er hält daraufhin an, sucht und findet sie. Danach sind die beiden zusammen auf einer Klippe vor dem Meer zu sehen. Sie spielt auf ihrem Cello, während Tawil sich vor ihr bewegt und das Lied singt. Zwischendurch sieht man immer wieder kurze Sequenzen, in denen Tawil glücklich mit seinem Hund spielt sowie erleichterte und glückliche Szenen Tawils aus dem Restaurant und dem Schwimmbad. Das Video endet mit Tawil, der mit ausgebreiteten Armen vor dem Meer beim Sonnenuntergang steht. Die Gesamtlänge des Videos beträgt 4:10 Minuten. Regie führte Konrad Weinz, er produzierte das Video auch unter dem Pseudonym „Kreuzberger Kind“. Bis Februar 2025 zählte das Musikvideo auf YouTube über 82,5 Millionen Aufrufe.

## Mitwirkende
| Liedproduktion - Sascha Bühren: Mastering - Andreas Herbig: Abmischung, Bass, E-Gitarre, Keyboard, Mastering, Musikproduzent, Perkussion, Piano, Schlagzeug, Streichinstrumente, Synthesizer - Ricardo Munoz: Keyboard, Piano - Nicolas Rebscher: E-Gitarre, Komponist, Liedtexter, Perkussion, Streichinstrumente - Patrick Salmy: Abmischung, Bass, E-Gitarre, Keyboard, Mastering, Musikproduzent, Perkussion, Piano, Schlagzeug, Streichinstrumente, Synthesizer - Thimo Sander: E-Gitarre - Adel Tawil: Hintergrundgesang, Komponist, Liedtexter - Simon Triebel: Komponist, Liedtexter - Ali Zuckowski: Hintergrundgesang, Komponist, Liedtexter | Musikvideo - André Jäger: Kameramann - Konrad Weinz/Kreuzberger Kind: Filmproduzent, Regisseur Unternehmen - Boogie Park Studios: Tonstudio - Budde Music: Vertrieb - Island: Musiklabel - Polydor: Musiklabel - Song Legend Publishing: Vertrieb - Adel Tawil Publishing: Vertrieb - TrueBusyness Studios: Tonstudio |

## Kommerzieller Erfolg

### Charts und Chartplatzierungen
Ist da jemand erreichte in Deutschland in 27 Chartwochen Position zwölf der Singlecharts. In Österreich erreichte die Single Position neun und konnte sich insgesamt eine Woche in den Top 10 und 22 Wochen in den Charts halten. In der Schweiz erreichte die Single Position drei und konnte sich insgesamt sieben Wochen in den Top 10 und 28 Wochen in den Charts halten. Obwohl es das Lied nicht auf Platz eins schaffte, war es trotzdem für einen Zeitraum von einer Woche das erfolgreichste deutschsprachige Lied in den deutschen Singlecharts, sowie für aktuell einen Zeitraum von zwei Wochen das erfolgreichste deutschsprachige Lied in der österreichischen Hitparade. 2017 platzierte sich die Single auf Position 55 der Single-Jahrescharts in Deutschland, auf Position 62 in Österreich sowie auf Position 35 in der Schweiz. In den deutschen Airplay-Jahrescharts belegte die Single Rang 37 und war damit nach Sowieso (Mark Forster) der zweit meistgespielte deutschsprachige Titel des Jahres.
Für Tawil als Interpret ist dies bereits sein 15. Charterfolg in Deutschland sowie sein zwölfter in der Schweiz und sein zehnter in Österreich. Es ist sein sechster Top-10-Erfolg in Österreich, sowie nach Lieder sein zweiter in der Schweiz. Als Autor ist Ist da jemand bereits sein 30. Charterfolg in Deutschland sowie jeweils sein 15. Charterfolg in Österreich und der Schweiz. Es ist sein siebter Top-10-Erfolg in Österreich und sein vierter in der Schweiz. Zum zehnten Mal konnte sich eine Single Tawils gleichzeitig in allen D-A-CH-Staaten platzieren. Bis heute platzierte sich keine Single Tawils (Autor und Interpret) in der Schweizer Hitparade.
Für Rebscher als Autor ist die Single bereits sein fünfter Charterfolg in Deutschland sowie nach House Party (für DJ Antoine) der zweite Charterfolg in Österreich und der Schweiz. In Österreich und der Schweiz ist es sein erster Top-10-Erfolg. Für Triebel als Autor ist dies bereits sein 24. Charterfolg in Deutschland sowie sein 13. in Österreich und der siebte in der Schweiz. Es ist sein siebter Top-10-Erfolg in Deutschland sowie sein vierter in der Schweiz. Zum siebten Mal konnte sich ein Lied Triebels gleichzeitig in allen D-A-CH-Staaten platzieren. Für Zuckowski als Autor ist Ist da jemand bereits sein 21. Charterfolg in Deutschland sowie jeweils sein zwölfter in Österreich und der Schweiz. Es ist sein sechster Top-10-Erfolg in Österreich, sowie sein fünfter Top-10-Erfolg in der Schweiz. Zum achten Mal konnte sich ein Werk Zuckowskis gleichzeitig in allen D-A-CH-Staaten platzieren.
| ChartsChartplatzierungen | Höchstplatzierung | Wochen |
| ------------------------ | ----------------- | ------ |
| Deutschland (GfK)        | 12 (27 Wo.)       | 27     |
| Österreich (Ö3)          | 9 (22 Wo.)        | 22     |
| Schweiz (IFPI)           | 3 (28 Wo.)        | 28     |

| ChartsJahrescharts (2017) | Platzierung |
| ------------------------- | ----------- |
| Deutschland (GfK)         | 55          |
| Österreich (Ö3)           | 62          |
| Schweiz (IFPI)            | 35          |

### Auszeichnungen für Musikverkäufe
Im Februar 2023 wurde für Ist da jemand eine Platin-Schallplatte für über 400.000 verkaufte Einheiten in Deutschland vergeben. Bereits im September 2017 erreichte die Single Goldstatus. Ebenfalls im Februar 2023 erreichte das Lied Doppelplatinstatus in der Schweiz sowie ebenfalls Platinstatus in Österreich. Damit wurden für die Single im deutschsprachigen Raum vier Platin-Schallplatten für über 470.000 verkaufte Einheiten vergeben. Es ist nach Lieder die zweite Single von Tawil, für die in allen D-A-CH-Staaten Plattenauszeichnungen vergeben wurden.
| Land/Region        | Auszeichnungen für Musikverkäufe (Land/Region, Auszeichnung, Verkäufe) | Verkäufe |
| ------------------ | ---------------------------------------------------------------------- | -------- |
| Deutschland (BVMI) | Platin                                                                 | 400.000  |
| Österreich (IFPI)  | Platin                                                                 | 30.000   |
| Schweiz (IFPI)     | 2× Platin                                                              | 40.000   |
| Insgesamt          | 4× Platin ·                                                            | 470.000  |

## Coverversionen
- 2017: Joel Brandenstein & Nicole. Die beiden sangen das Lied im Rahmen der Sky-1-Musikshow Xaviers Wunschkonzert Live. Das Lied erschien auch auf dem Sampler Xaviers Wunschkonzert, Vol. 3.
- 2017: Isabella Schmid. Sie nahm mit einer umgetexteten Coverversion unter dem Titel Wettergötter am Kiddy Contest 2017 teil. Das Lied ist auf dem dazugehörigen Sampler Kiddy Contest Vol. 23 zu finden.[21]
- 2017: Adoro. Die deutsche Band coverte das Stück für ihr achtes Studioalbum Irgendwo auf der Welt.[22]
- 2022: Alexander Klaws. Er sang das Lied als Teil des TV-Musicals Die Passion.